# Margitta Gummelová
Margitta Gummelová, rozená Helmboldová (29. června 1941, Magdeburg – 26. ledna 2021) byla východoněmecká atletka, olympijská vítězka ve vrhu koulí.
Ve své kariéře celkově čtyřikrát posunula hodnotu světového rekordu.[zdroj?] Závodila za Lipsko (klub SC DHfK Leipzig).

## Osobní rekordy
- vrh koulí (venku) 20,22 m (Mnichov 7.9.1972)
- vrh koulí (v hale) 19,54 m (Berlín 28.2.1971)

## Světové rekordy Margitty Gummelové

### vrh koulí (venku)
- 18,87 m, Frankfurt nad Odrou, 22.9.1968. Margitta Gummelová zlepšila ve třetí sérii na předolympijském testu atletek NDR nedávný rekord sovětské koulařky Naděždy Čižovové (18,67, Soči, 28.4.1968). Gummelová poslala ve všech šesti pokusech kouli za hranici 18 metrů.
- 19,07 a 19,61 m, Mexico City, 20.10.1968. Dvojí zlepšení světového rekordu ve finále olympijských her 1968 - v průběhu 45 minut - a zároveň první překonání 19metrové hranice v ženské kouli. Po úvodních pokusech (18.53 m a 17,88 m) poslala Margitta Gummmelová kouli za hranici svého vlastního světového rekordu poprvé (19,07 m), následovala čtvrtá série s vrhem 18,30 metru dlouhým a pak už další světový rekord v sérii páté - 19,61 metru. Ještě v šesté sérii dosáhla Gummelová výkonem 18,59 m lepšího výkonu, nežli byl starý olympijský rekord Tamary Pressové z olympijských her v roce 1964 v Tokiu.
- 20,10 m, Berlín, 11.9.1969. Světový rekord Margitty Gummelové z mexické olympiády překonala hned v roce 1969 její největší soupeřka Naděžda Čižovová výkony 19,72 m a 20,09 metru. V berlínském Friedrich Ludwig Jahn Sportparku na testu vrhaček NDR před mistrovstvím Evropy v Aténách však získala Margitta Gummelová světový rekord znovu pro sebe: začala vrhem dlouhým 18,98 m, následoval pokus dlouhý 18,96, potom přešlap, ve čtvrté sérii výkonem 19,61 metru vyrovnala svůj východoněmecký rekord. V páté sérii poslala kouli do vzdálenosti 19,31 metru a v posledním pokusu jako první vrhačka NDR a druhá žena na světě přehodila dvacetimetrovou hranici a výkonem 20,10 metru o centimetr zlepšila světový rekord Čižovové. Berlínský rekord platil jen 5 dnů, na mistrovství Evropy v Aténách, 16.9.1969, jej Naděžda Čižovová nejdříve vyrovnala a poté překonala vrhem do vzdálenosti 20,43 m.

## Východoněmecké rekordy Margitty Gummelové
- 17,68 m, Drážďany, 16.7.1967
- 17, 69 m, Havana, 27.10.1967
- 17,72 m, Chotěbuz, 16.6.1968
- 17,86 m, Berlín, 19.6.1968
- 18,43 m, Lipsko, 3.9.1968
- 18,87 m, Frankfurt nad Odrou, 22.9.1968 --- světový rekord
- 19.07 m, Mexico City, 20.10.1968 --- světový rekord
- 19,61 m, Mexico City, 20.10.1968 --- světový rekord
- 20,10 m, Berlín, 11.9.1969 --- světový rekord
- 20,22 m, Mnichov, 7.9.1968

## Východoněmecké tituly Margitty Gummelové

### venku
- 1966 (17,03 m)
- 1968 (17,77 m)
- 1969 (18,68 m)
- 1971 (19,38 m)
- 1972 (19,48 m)

### v hale
- 1966 (17.45 m)
- 1968 (17,48 m)
- 1971 (18,66 m)

## Nejlepší výkony Margitty Gummelové ve vrhu koulí
| výkon        | pořadí          | místo       | datum      | závod                                           | poznámka                                |
| ------------ | --------------- | ----------- | ---------- | ----------------------------------------------- | --------------------------------------- |
| 20,22        | 2               | Mnichov     | 7.9.1972   | olympijské hry                                  | rekord Německé demokratické republiky   |
| 20,10        | 1               | Berlín      | 11.9.1969  |                                                 | světový rekord                          |
| 20,03        | 1               | Berlín      | 5.8.1971   |                                                 |                                         |
| 18,85        | 1 (kvalifikace) | Erfurt      | 23.6.1972  | mistrovství Německé demokratické republiky      |                                         |
| 19,80        | 1               | Postupim    | 25.8.1972  |                                                 |                                         |
| 19,74        | 1               | Postupim    | 20.8.1972  |                                                 |                                         |
| 19,61        | 1               | Mexico City | 20.10.1968 | olympijské hry                                  | světový rekord                          |
| 19,60        | 1               | Londýn      | 10.6.1972  | mezistátní utkání Velká Británie-Nizozemsko-NDR |                                         |
| 19,58        | 2               | Atény       | 16.9.1969  | mistrovství Evropy                              |                                         |
| 19,54 (hala) | 1               | Berlín      | 28.2.1971  | mezinárodní halový mítink                       | nejlepší světový halový výkon všech dob |